# عناقيد الغضب (فلم)
عناقيد الغضب (بالإنجليزية: The Grapes of Wrath) هو فيلم دراما تم إنتاجه في الولايات المتحدة وصدر في سنة 1940. الفيلم من إخراج جون فورد.

## بطولة
- هنري فوندا هنري فوندا بدور Tom Joad
- جين دراويل جين دراويل بدور Ma Joad
- جون كارادين جون كارادين بدور Jim Casy
- تشارلي غريبويتتشارلي غريبوين بدور Grandpa
- دوريس بودوندوريس بودون بدور روزشارين Rosasharn
- راشيل سمبسونRussell Simpson بدور Pa Joad
- O.Z. Whitehead بدور Al
- جون كوالين جون كوالين بدور Muley Graves
- ايدي كويلان ايدي كويلان بدور Connie
- زيفي تيلبوراي زيفي تيلبوراي بدور Grandma
- فرانك سولاي فرانك سولاي بدور Noah
- فرانك دارين فرانك دارين بدور Uncle John
- داريل هيكمان داريل هيكمان بدور Winfield
- شيرلي ميلز بدور Ruthie
- Roger Imhof بدور Thomas
- Grant Mitchell بدور Caretaker
- تشارلز براون بدور Wilkie
- جون أرلدج بدور Davis
- وارد بوند بدور Policeman
- Harry Tyler بدور Bert
- William Pawley بدور Bill
- Charles Tannen بدور Joe
- Selmer Jackson بدور Inspection Officer
- Charles Middleton بدور Leader
- إيدي والر بدور Proprietor
- Paul Guilfoyle بدور Floyd
- David Hughes بدور Frank
- Cliff Clark بدور City Man
- جو سوير بدور Bookkeeper
- فرانك فايلن بدور Tim
- Adrian Morris بدور Agent
- Hollis Jewell بدور Muley's Son
- روبرت هومانز بدور Spencer
- إيرفينغ بيكون بدور Driver
- Kitty McHugh بدور Mae

اضطرت اسره من الغرب الأوسط وهي من فئة الفقراء للخروج من أراضيهم. يسافرون إلى ولاية كاليفورنيا، وتعاني المصائب من لا مأوى لهم في ظل الكساد العظيم.

## الميزانية والإيرادات
بلغت تكلفة إنتاج الفيلم حوالي 800,000 دولار بينما حقق أرباحا تقدر بـ 2.5 مليون دولار (rentals).

## وصلات خارجية
- مقالات تستعمل روابط فنية بلا صلة مع ويكي بيانات

1. ↑  "معلومات عن عناقيد الغضب (فيلم) على موقع ssl.ofdb.de". ssl.ofdb.de. مؤرشف من الأصل في 2020-08-27.
2. ↑  "معلومات عن عناقيد الغضب (فيلم) على موقع allmovie.com". allmovie.com. مؤرشف من الأصل في 2019-03-31.
3. ↑  "معلومات عن عناقيد الغضب (فيلم) على موقع britannica.com". britannica.com. مؤرشف من الأصل في 2016-05-07.